# 퍼지 구
비가환 기하학에서 퍼지 구(fuzzy球, 영어: fuzzy sphere)는 일반적인 구를 비가환 공간으로 일반화한 경우다. 3차원 각운동량 연산자로 생성된다.

## 정의
스핀이 {\displaystyle j}인 SU(2) 표현 {\displaystyle J_{i}} ({\displaystyle i=1,2,3})를 생각하자. 이들은 {\displaystyle (2j+1)\times (2j+1)} 에르미트 행렬이며, 다음과 같은 관계를 만족시킨다.
{\displaystyle [J_{i},J_{j}]=i\hbar \epsilon _{ijk}J_{k}}
여기서 {\displaystyle \epsilon _{ijk}}는 3차원 레비치비타 기호다.
다음과 같은 총 각운동량 연산자를 생각하자.
{\displaystyle \mathbf {J} ^{2}=J_{1}^{2}+J_{2}^{2}+J_{3}^{2}=\hbar ^{2}j(j+1)}
이제 다음과 같이 좌표 {\displaystyle \mathbf {x} }를 정의하자.
{\displaystyle x_{i}={\frac {J_{i}R}{\hbar {\sqrt {j(j+1)}}}}}
그렇다면
{\displaystyle \mathbf {x} ^{2}=R^{2}}
이 되므로, {\displaystyle \mathbf {x} }를 반지름이 {\displaystyle R}인 구의 좌표로 생각할 수 있다. 이 비가환 공간을 퍼지 구(영어: fuzzy sphere)라고 한다. 영어: fuzzy 퍼지[*]는 ‘흐릿한, 보풀이 이는’을 뜻하는 형용사로, 좌표의 비가환성을 보풀에 비유한 것이다.
퍼지 구의 좌표들 {\displaystyle x_{i}}는 서로 가환하지 않는다.
{\displaystyle [x_{i},x_{j}]={\frac {R}{\sqrt {j(j+1)}}}i\epsilon _{ijk}x_{k}}
다만, 각운동량이 매우 큰 고전적 극한 {\displaystyle j\to \infty }을 취하면, {\displaystyle [x_{i},x_{j}]\to 0}이 되어 가환구로 수렴하게 된다.

## 퍼지 구 위의 미적분
퍼지 구 위의 함수는 {\displaystyle (2j+1)\times (2j+1)} 에르미트 행렬이다. 이러한 함수 {\displaystyle F}의 미분은 다음과 같이 정의할 수 있다.
{\displaystyle \mathbf {x} \times \nabla F=i{\frac {\sqrt {j(j+1)}}{R}}[\mathbf {x} ,F]}
이는 {\displaystyle F=x_{i}}를 대입하면 올바른 결과를 얻는 것을 알 수 있다. 이를 사용하여 라플라스 연산자도 유사하게 정의할 수 있다.
적분은 대각합에 비례하게 다음과 같이 정의한다.
{\displaystyle \int F={\frac {2\pi R^{2}}{\sqrt {j(j+1)}}}\operatorname {tr} (F)}
이렇게 하면, 상수함수 {\displaystyle F=I} (단위행렬)을 대입해 퍼지 구의 겉넓이를 구할 수 있다.
{\displaystyle \int I={\frac {2\pi R^{2}}{\sqrt {j(j+1)}}}\operatorname {tr} (F)=4\pi R^{2}{\frac {j+1/2}{\sqrt {j(j+1)}}}}
따라서 고전적 극한 {\displaystyle j\to \infty }를 취하면 겉넓이가 가환구의 겉넓이 {\displaystyle 4\pi R^{2}}로 수렴하는 것을 알 수 있다.

## 역사
존 마도어(영어: John Madore)가 1991년에 도입하였다.